# Кяфар
Кяфа́р (Кяфа́рь, Кефа́рь) — горная река в Карачаево-Черкесии в Урупском и Зеленчукском районах, левый и один из крупнейших притоков реки Большой Зеленчук. Площадь водосборного бассейна — 682 км².
Длину реки Кяфар можно измерять от истоков трёх рек: Чилик, Кяфар и Кяфар-Агур, и она составляет примерно 65, 62 и 56 км соответственно. После слияния рек Чилик и Кяфар через 12,5 км вниз по течению впадает река Кяфар-Агур. Высота устья — 815 м над уровнем моря.
Кяфар протекает по территории посёлка Лесо-Кяфарь и станицы Сторожевой. В Сторожевой сливается с рекой Бижгон. У посёлка Ильич впадает в Большой Зеленчук.